# Transplante de pênis
Transplante de pênis é um procedimento cirúrgico no qual um pênis é transplantado para outra pessoa.

## Histórico

### 2006 na China
O primeiro procedimento do tipo foi realizado em setembro de 2006 em um hospital militar em Guangzhou, na China. O paciente, um homem de 44 anos de idade, tinha sofrido a perda de seu pênis em um acidente. O pênis transplantado veio de um jovem de 22 anos que teve morte cerebral. Embora bem sucedido, o paciente e sua esposa sofreram um trauma psicológico como resultado do processo e a cirurgia foi revertida após 15 dias.

### 2015 na África do Sul

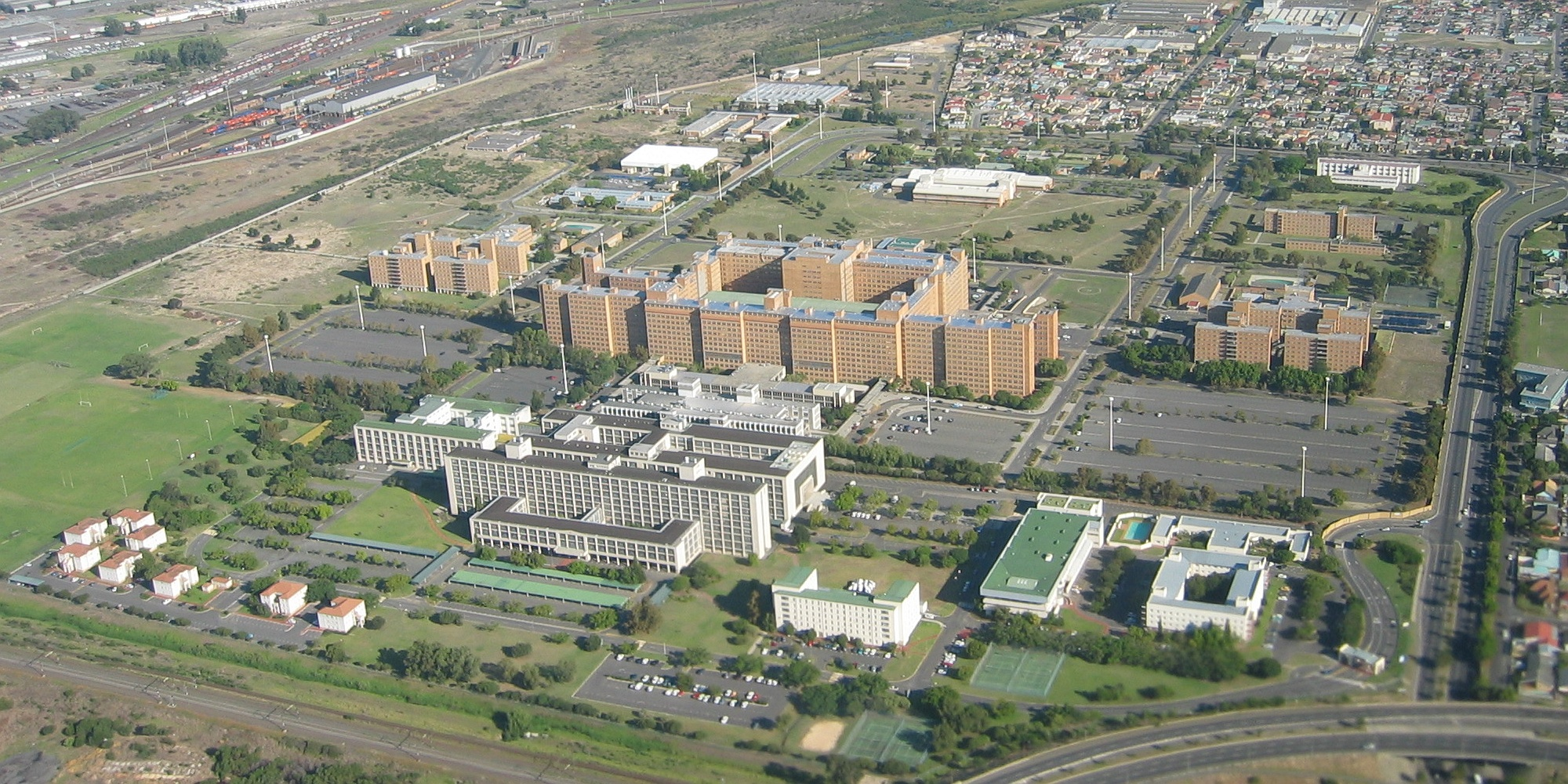
O primeiro transplante de pênis bem sucedido foi realizado na Universidade de Stellenbosch, na África do Sul

Em dezembro de 2014, o primeiro transplante de pênis bem sucedido foi realizado em um homem de 21 anos de idade, por especialistas da Universidade de Stellenbosch, na África do Sul. O procedimento teve nove horas de duração e foram usados métodos de microcirurgia para conectar os vasos sanguíneos e nervos. O paciente tinha perdido seu pênis em um procedimento de circuncisão a que foi submetido aos 18 anos de idade. Em 13 de março de 2015, foi relatado que o paciente tinha recuperado as funções do órgão, como micção, ereção, ejaculação e orgasmo, mas deve levar até dois anos para estar completamente recuperado. As circuncisões são realizadas com frequência em algumas partes da África do Sul para marcar a transição de um menino para a vida adulta e estes são procedimentos muitas vezes insalubres, frequentemente realizados por amadores não certificados, sendo que o país tem uma das maiores necessidades de transplantes de pênis no mundo.

### 2018 nos Estados Unidos
O terceiro transplante mais bem sucedido foi de um soldado norte-americano que perdeu os genitais após a explosão de um bomba de beira de estrada no Afeganistão e foi realizado em 26 de março de 2018 na Universidade Johns Hopkins (EUA) com 14 horas de duração por uma equipe de nove cirurgiões plásticos e dois cirurgiões urologistas.
Mesmo com o procedimento o soldado ferido não poderá ter filhos biológicos, já que perdeu os testículos na explosão.